# Louis-Xavier Valton
Pour les articles homonymes, voir Valton et Logan.
Louis-Xavier Valton, dit Logan, est un auteur de bande dessinée français né à Nantes en 1971.

## Biographie
Il commence à travailler en tant que dessinateur gay à Projet X, magazine des sexualités hard. Influencé par les comics américains, il privilégie la bande dessinée à l'illustration. Après deux albums « tout public » (sous le nom de Valton), il se consacre exclusivement à sa production adulte ainsi qu'à l'animation de son site hébergé par MIF.
Logan tient son nom du personnage de comics Wolverine qu'il affectionne particulièrement.
Il est influencé par des auteurs de comics, comme Mignola, Timm, Byrne, Buscema.
Après Projet X, Logan a participé au lancement de la série Ultimen (qui ne comporte que 3 numéros) et édite à partir de 2006 sous le label H&O une série régulière, Porky, et des one-shots (notamment le Pornomicon, d'après le mythe de Cthulhu et du Necronomicon).

## Œuvres

### Sous le nom de Logan
Logan, Pornomicon, H&O, coll. « BD », 2005, 24 p. (ISBN 9782845471184).